# Lillehammer
Lillehammer è un comune di 26 800 abitanti della Norvegia centrale situato nella contea di Innlandet; in passato era capoluogo amministrativo della contea di Oppland, soppressa nel 2020. Ha ricevuto lo status di città nel 1842.
Il centro della cittadina è costituito da un agglomerato di case di legno del XIX secolo molto ben conservate ed è in una posizione dalla quale si gode di una bella vista sul lago Mjøsa e sul fiume Lågen.

## Geografia fisica
Si trova in una posizione molto pittoresca, circondata dalle montagne e sulla sponda settentrionale del lago Mjøsa, è bagnata dal fiume Lågen.
La sua posizione all'estremo settentrionale del lago e all'imboccatura della vallata del Gudbrandsdal, percorsa dall'autostrada per Trondheim, ne ha determinato l'importanza commerciale. Vi transita anche una delle principali linee ferroviarie del paese, la Dovrebanen diretta a Trondheim.

## Storia

Il logo delle olimpiadi invernali del 1994.

La città ha origini antiche ma ha acquistato una certa importanza solo nel secolo appena scorso, diventando un importante centro sciistico norvegese.
Nell'estate del 1975 si è svolto a Lillehammer il 14º Jamboree mondiale dello scautismo (NordJamb '75).
Ha ospitato i XVII Giochi olimpici invernali nel 1994 ed i II Giochi olimpici giovanili invernali nel 2016.
Tra gli impianti sfruttati negli avvenimenti citati, il trampolino Lysgårdsbakken in sostituzione dello smantellato Balberg.

## Monumenti e luoghi d'interesse
- Storgata, il centro pedonale della città con le colorate case di legno.
- Maihaugen, un museo all'aperto situato in posizione centrale. È il più grande museo di questo tipo in Norvegia e vi si trovano 185 edifici originari della città e della valle Gudbrandsdal. Di rilievo è la chiesa di legno Garmo stavkirk costruita intorno al 1150.
- Nei pressi della città si trovano stazioni sciistiche come Hafjell, Kvitfjell e Sjusjøen

## Cultura

### Media

#### Televisione
Lillehammer è la cittadina in cui è ambientata la serie televisiva di Netflix Lilyhammer.